# Andrésia Vaz
Andrésia Vaz (4 februari 1944) is een Senegalees rechter. Ze begon haar loopbaan als onderzoeksrechter in Dakar en klom in eigen land uiteindelijk op tot rechter-president van het Hof van Beroep. Daarna was ze rechter van het Rwandatribunaal en het Joegoslaviëtribunaal.

## Levensloop
Vaz studeerde in 1969 af aan het Centre national d‘études judiciaires in Bordeaux, dat sinds 1970 is verdergegaan onder de naam École nationale de la magistrature en studenten opleidt tot het vak van rechter.
Vervolgens begon ze haar carrière als onderzoeksrechter voor een rechtbank in eerste aanleg in Dakar. Daarna werd ze achtereenvolgens president van het arbeidsgerecht in de kustplaats Saint-Louis, hoofd van de onderzoeksrechters in Dakar, vicepresident van het Hof van Eerste Aanleg in Dakar en rechter van het Hof van Beroep. Sinds 1992 was ze president van het Hof van Beroep en sinds 1997 president van het hooggerechtshof in het land.
Tot 1991 was ze verder onderwijsassistent aan de Senegalese rechteropleiding, de École nationale de l'administration et de magistrature. Verder nam ze deel aan een aantal internationale juridische symposia en was ze lid van de Internationale Commissie van Juristen en van het Permanente Hof van Arbitrage in Den Haag.
In 2001 werd Vaz beëdigd als rechter van het Rwandatribunaal in Arusha, Tanzania, en diende ze voor de gezamenlijke beroepskamer met het Joegoslaviëtribunaal tot 2011.